# Concurso Internacional de música de Ginebra

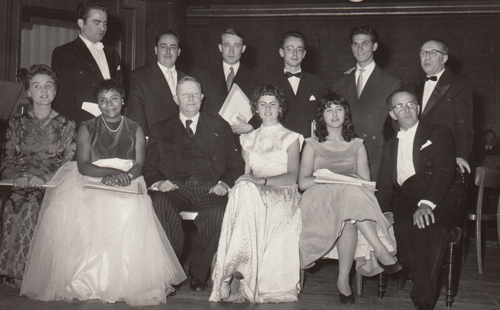
Participantes del concurso ,circa 1959

El Concurso Internacional de Música de Ginebra (en francés, Concours international d'exécution musicale de Genève, CIEM) es un concurso de música clásica organizado cada año por la fundación del Concurso de Ginebra. 

## Historia
El concurso fue creado en 1939 por Henri Gagnebin y Frédéric Liebstoeckl, con el nombre de Concours international d'exécution musicale de Genève (CIEM). En 1957, la asociación forma parte de los miembros fundadores de la Federación Mundial de concursos internacionales de música (FMCIM), con sede en Ginebra. 
Desde 2002, el Concurso de Ginebra ofrece asesoramiento, así como conciertos para los ganadores los dos años siguientes a la obtención de sus premios. Desde 2003, un concierto de los ganadores también se organiza cada año. 

## Organización
Subvencionado por la ciudad y el cantón de Ginebra y apoyado por muchos patrocinadores locales, la Fundación del Concurso de Ginebra está dirigida por el Consejo de la Fundación, compuesto al menos por siete miembros, representantes de la Orquesta de la Suisse Romande, el Gran Teatro de Ginebra y el Conservatorio de Música de Ginebra. 
También incluye una comisión artística responsable de la elección de las disciplinas, de los miembros del jurado y de los repertorios.
La Presidencia de la Fundación del Concurso Ginebra está asumida por Henri Gagnebin, Samuel Baud-Bovy Roger Vuataz, Jean Meylan Claude Viala, Richard Andrew Jeandin y François Duchêne. Liebstoeckl fue el primer Secretario General del concurso, cargo que desempeñó hasta su muerte en 1979. Sus sucesores son Franco Fisch hasta el 1998 y Didier Schnorhk.

### Lista de premiados
Por año, los ganadores del Concurso de Ginebra son:
| Año  | Disciplina          | Medalla de oro                        | Medalla de plata                    | Medalla de bronce                            |
| ---- | ------------------- | ------------------------------------- | ----------------------------------- | -------------------------------------------- |
| 2023 | Flauta              | Elisaveta Ivanova                     | Mario Bruno y Yuan Yu               |                                              |
| 2023 | Cuarteto de cuerdas | Novo Quartet                          | Quatuor Elmire y Quartett Hana      |                                              |
| 2022 | Piano               | Kevin Chen                            | Sergey Belyavsky                    | Kaoruko Igarashi y Zijian Wei                |
| 2022 | Composición         | Shin Kim                              | Yuki Nakahashi                      | Ármin Cservenák                              |
| 2021 | Violonchelo         | Michiaki Ueno                         | Bryan Cheng                         | Jaemin Han                                   |
| 2021 | Oboe                | Sin premio                            | Sin premio                          | Natalia Auli, Louis Baumann y Zhiyu Sandy Xu |
| 2019 | Composición         | Daniel Arango-Prada y Hinako Takagi   | Sin premio                          | Hyeon Joon Sohn                              |
| 2019 | Percusión           | Hyeji Bak                             | Marianna Bednarska                  | Till Lingenberg                              |
| 2018 | Clarinete           | Kevin Spagnolo                        | Vitor Fernandes                     | Carlos Ferreira                              |
| 2018 | Piano               | Dmitri Shishkin y Théo Fouchenneret   | Sin premio                          | San Jittakarn                                |
| 2017 | Composición         | Jaeyuck Choi                          | Yair Klartag                        |                                              |
| 2016 | Cuarteto de cuerdas | Vision String Quartet                 | Quatuor Hanson                      | Abel Quartet                                 |
| 2016 | Canto               | Sin premio                            | David Fischer                       | Seung-Jick Kim y Marina Viotti               |
| 2015 | Composición         | Shoichi Yabuta                        |                                     |                                              |
| 2014 | Piano               | Chloe Jiyeong Mun                     | Pallavi Mahidhara                   | Honggi Kim                                   |
| 2014 | Flauta              | Sin premio                            | Adriana Ferreira y Yubeen Kim       | Elena Badaeva                                |
| 2013 | Composición         | Kwang Ho Cho                          |                                     |                                              |
| 2012 | Piano               | Lorenzo Soulès                        | Mikhael Sporov                      | Aya Matsushita                               |
| 2011 | Cuarteto de cuerdas | Quatuor Armida y Quatuor Hermès       | Sin premio                          | Quatuor Girard                               |
| 2011 | Canto               | Sin premio                            | Sin premio                          | Antoinette Dennefeld y Ania Vegry            |
| 2010 | Piano               | Mami Hagiwara                         | Hyo Joo Lee y Maria Masycheva       |                                              |
| 2010 | Oboe                | Sin premio                            | Iván Podiómov                       | Philippe Tondre                              |
| 2009 | Canto               | Polina Pasztircsák                    | Jung-Mi Kim                         | Marie-Adeline Henry                          |
| 2009 | Percusión           | Sin premio                            | Ying-Yu Chang y Rémi Durupt         |                                              |
| 2008 | Violonchelo         | István Várdai                         | Alexander Buzlov                    | Peter Philipp Staemmler                      |
| 2008 | Piano               | Sin premio                            | Hannes Minnaar y Duanduan Hao       | Da-Sol Kim                                   |
| 2007 | Canto               | Sin premio                            | Jong Yoon Kook                      | Anna Kasyan                                  |
| 2007 | Clarinete           | Sin premio                            | Shirley Brill                       | Valentin Uryupin y Uriel Vanchestein         |
| 2006 | Cuarteto de cuerdas | Sin premio                            | Quatuor Voce                        | Quatuor Esteves y Quatuor Galatea            |
| 2006 | Piano               | Sin premio                            | Gilles Vonsattel y Yulianna Avdeeva | Yusuke Kikuchi                               |
| 2005 | Alto                | Ryszard Groblewski                    | Jennifer Stumm y Maxim Rysanov      |                                              |
| 2005 | Piano               | Sin premio                            | Louis Schwizgebel-Wang              | Irina Zahharenkova y Alexander Yakovlev      |
| 2003 | Percusión           | Aiyun Huang                           |                                     |                                              |
| 2002 | Piano               | Sergei Koudriakov                     |                                     |                                              |
| 2001 | Cuarteto de cuerdas | Quatuor Terpsycordes                  |                                     |                                              |
| 2001 | Flauta              | Silvia Careddu                        |                                     |                                              |
| 2001 | Piano               | Roland Krüger                         |                                     |                                              |
| 2000 | Violonchelo         | Rafael Rosenfeld                      |                                     |                                              |
| 2000 | Canto               | Annette Dasch                         |                                     |                                              |
| 1998 | Oboe                | Alexei Ogrintchouk                    |                                     |                                              |
| 1997 | Clarinete           | Martin Fröst                          |                                     |                                              |
| 1995 | Fagot               | Laurent Lefèvre                       |                                     |                                              |
| 1994 | Dirección           | Alan Gilbert                          |                                     |                                              |
| 1992 | Flauta              | Emmanuel Pahud                        |                                     |                                              |
| 1991 | Tuba                | Jens Bjorn-Larsen                     |                                     |                                              |
| 1991 | Violonchelo         | Wenn-Sinn Yang                        |                                     |                                              |
| 1990 | Piano               | Nelson Goerner                        |                                     |                                              |
| 1988 | Guitarra            | Victor Vidovic                        |                                     |                                              |
| 1984 | Dirección           | Grzegorz Nowak                        |                                     |                                              |
| 1982 | Alto                | Tabea Zimmermann                      |                                     |                                              |
| 1982 | Percusión           | Peter Sadlo                           |                                     |                                              |
| 1980 | Fagot               | Gilbert Audin                         |                                     |                                              |
| 1972 | Clarinete           | Thomas Friedli                        | Michel Arrignon                     |                                              |
| 1969 | Piano               | Christian Zacharias                   |                                     |                                              |
| 1968 | Alto                | Nobuko Imai                           |                                     |                                              |
| 1966 | Cuarteto de cuerdas | Quatuor Melos                         |                                     |                                              |
| 1965 | Trompa              | Michel Garcin-Marrou                  |                                     |                                              |
| 1964 | Canto               | José van Dam                          |                                     |                                              |
| 1964 | Harpe               | Susanna Mildonian                     |                                     |                                              |
| 1963 | Canto               | Bruce Abel                            |                                     |                                              |
| 1962 | Quintette à vent    | Philharmonia Hungarica                |                                     |                                              |
| 1962 | Orgue               | Joachim Grubich                       |                                     |                                              |
| 1961 | Flauta              | Michel Debost                         |                                     |                                              |
| 1961 | Piano               | Désiré N'Kaoua                        |                                     |                                              |
| 1960 | Canto               | Adriana Macchiaioli Maliponte         |                                     |                                              |
| 1959 | Oboe                | Heinz Holliger                        |                                     |                                              |
| 1959 | Piano               | Jean-Paul Sevilla                     |                                     |                                              |
| 1958 | Piano               | Maurizio Pollini                      |                                     |                                              |
| 1957 | Piano               | Martha Argerich, ex-aequo             |                                     |                                              |
| 1957 | Piano               | Dominique Merlet, ex-aequo            |                                     |                                              |
| 1956 | Oboe                | André Lardrot                         |                                     |                                              |
| 1955 | Trompeta            | Maurice André                         |                                     |                                              |
| 1954 | Quinteto de vientos | Ensemble Instrumental à Vent de Paris |                                     |                                              |
| 1954 | Flauta              | Raymond Guiot                         |                                     |                                              |
| 1954 | Piano               | Bernard Ringeissen                    |                                     |                                              |
| 1953 | Clarinete           | Norbert Bourdon                       | André Pons                          |                                              |
| 1951 | Trompa              | Georges Barboteu                      |                                     |                                              |
| 1951 | Canto               | Jennifer Vyvyan, ex-aequo             |                                     |                                              |
| 1951 | Canto               | Mattiwilda Dobbs, ex-aequo            |                                     |                                              |
| 1950 | Canto               | Nell Rankin                           |                                     |                                              |
| 1950 | Canto               | Matti Lehtinen                        |                                     |                                              |
| 1949 | Piano               | Robert Weisz                          |                                     |                                              |
| 1947 | Canto               | Victoria de los Ángeles               |                                     |                                              |
| 1948 | Trompa              | Gilbert Coursier                      |                                     |                                              |
| 1948 | Flauta              | Aurèle Nicolet                        |                                     |                                              |
| 1946 | Piano               | Friedrich Gulda                       |                                     |                                              |
| 1945 | Piano               | Nico Kaufmann                         |                                     |                                              |
| 1944 | Piano               | Harry Datyner                         |                                     |                                              |
| 1942 | Piano               | Georg Solti                           |                                     |                                              |
| 1942 | Flauta              | Aurèle Nicolet                        |                                     |                                              |
| 1940 | Piano               | Rudolf am Bach                        |                                     |                                              |
| 1939 | Canto               | Maria Stader                          |                                     |                                              |
| 1939 | Canto               | Fritz Ollendorf                       |                                     |                                              |
| 1939 | Flauta              | André Jaunet                          |                                     |                                              |
| 1939 | Piano               | Arturo Benedetti Michelangeli         |                                     |                                              |